# 渡辺驥

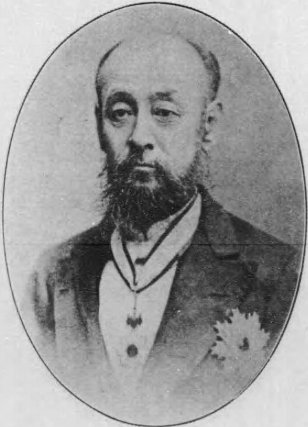
渡辺驥

渡辺 驥（わたなべ すすむ、天保7年9月9日〈1836年10月18日〉 - 明治29年〈1896年〉6月24日）は、幕末の松代藩士、明治期の検事。元老院議官、貴族院勅選議員、錦鶏間祗候。通称は左太郎。

## 経歴

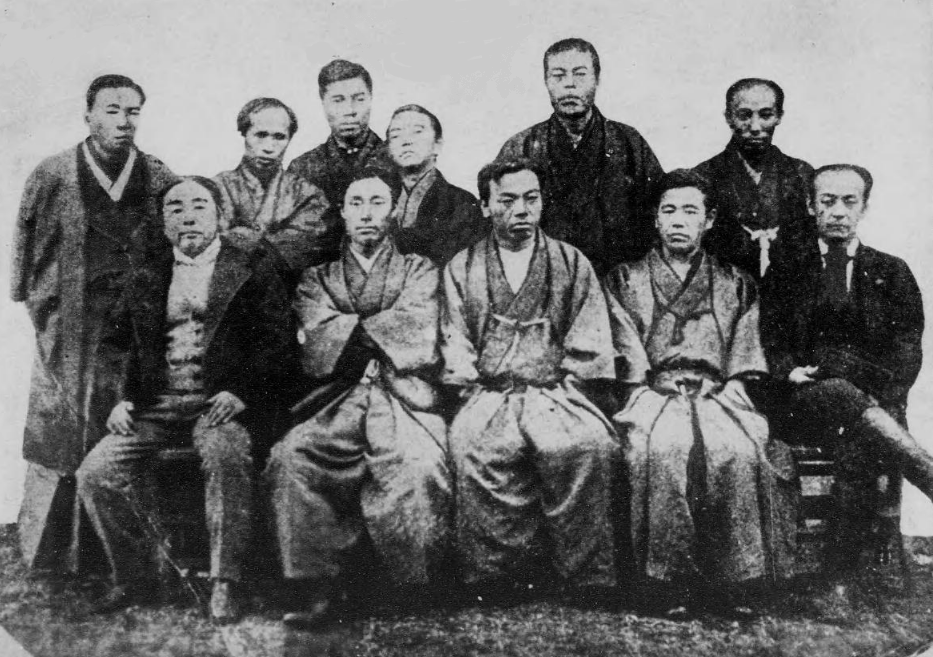
渡辺驥少丞（前列右端）。前列左より、玉乃世履権大判事、福岡孝弟大輔、江藤新平司法卿、楠田英世明法権頭、渡辺。後列左より、丹羽賢少丞、島本仲道警保頭 、松岡康毅七等出仕、松本暢権大判事（元壬生藩御典医・石崎誠庵）、尾崎忠治中判事、阪本政均警保助。1872年。

信濃国松代城下代官町に松代藩士・槍術師範の渡辺十太夫の長男として生まれる。佐久間象山の門に入り、久坂玄瑞や中岡慎太郎と交わって、国事を論じた。その後京都に出て、岩倉具視の邸宅に寄寓しながら、倒幕運動に参加した。戊辰戦争が勃発すると、北陸道先鋒総督や岩倉の命を奉じ、諸藩への使者となった。その後、松代に戻って藩兵を集め、北越戦争・会津戦争を転戦した。
1869年（明治2年）、弾正台に出仕し、弾正少忠に進んだ。1871年（明治4年）の弾正台の廃止とともに司法省に移り、少丞兼権大検事、大丞兼大検事、大書記官を歴任し、1879年（明治12年）には太政官書記官を兼ねた。翌年、大審院勅任検事となり、元老院議官を兼ねた。1881年（明治14年）、大審院検事長に就任し、1886年（明治19年）まで在任した。退官後は元老院議官専従となる。1890年（明治23年）9月29日、貴族院議員に勅選され、死去するまで在任した。同年10月20日、元老院が廃止され非職となり錦鶏間祗候を仰せ付けられた。
1890年12月に出版された『国会傍聴 議場の奇談』には「渡邊驥氏演壇に顕る エヘンの一声 満場為めに静粛 氏の弁舌被告人に向て演説するが如し」と記されている。

## 栄典
位階
- 1886年（明治19年）11月16日 - 正四位[6]
- 1894年（明治27年）5月21日 - 正三位[7]

勲章等
- 1888年（明治21年）5月29日 - 勲二等旭日重光章[8]
- 1889年（明治22年）11月25日 - 大日本帝国憲法発布記念章[9]